# Liste der denkmalgeschützten Objekte in Brückl
Die Liste der denkmalgeschützten Objekte in Brückl enthält die 14 denkmalgeschützten, unbeweglichen Objekte der Kärntner Gemeinde Brückl.

## Denkmäler
| Foto |                 | Denkmal | Standort                                         | Beschreibung | Metadaten |
| ---- | --------------- | --- | ------------------------------------------------ | --- | --- |
| ja   | Datei hochladen | Volksschule (Altbau) HERIS-ID: 53484 Objekt-ID: 61458                                                          | Franz Oman Platz 6 Standort KG: Brückl           | | BDA-Hist.: Q38057291 Status: § 2a Stand der BDA-Liste: 2025-06-30 Name: Volksschule (Altbau) GstNr.: .246 |
| ja   | Datei hochladen | Pfarrhof HERIS-ID: 53497 Objekt-ID: 61471                                                                      | Sankt Johanner Straße 22 Standort KG: Brückl     | Zweigeschoßiger, fünfachsiger barocker Bau, im Kern älter (?). An der Westwand eingemauert ein römischer Nischenporträtgrabstein mit vier Reliefbüsten zweier Ehepaare, Ende 3. Jahrhundert nach Christus (aus Sankt Lorenzen am Johannserberg. – CSIR II/2,160). | BDA-Hist.: Q38057307 Status: § 2a Stand der BDA-Liste: 2025-06-30 Name: Pfarrhof GstNr.: .65 Pfarrhof Brückl |
| ja   | Datei hochladen | Kath. Pfarrkirche hl. Johannes der Täufer (St. Johann am Brückl) mit Friedhof HERIS-ID: 53500 Objekt-ID: 61474 | Sankt Johanner Straße 26 Standort KG: Brückl     | Urkundliche Erwähnung bereits zwischen 1207 und 1230. Stattlicher spätgotischer Bau. – Süd-Turm mit Giebeln und Spitzhelm; zweigeschoßiger, zweijochiger Sakristeizubau an der Nordseite des Chores. Polygonales Treppentürmchen im Winkel zwischen Turm und Langhaus. Steinplattldächer (Neueindeckung 1997). Leicht abgetreppte Strebepfeiler, an den Ecken schräggestellt, der südwestliche bezeichnet 1521. Reich profiliertes West- und Süd-Portal, Wappenschild mit Meisterzeichen bezeichnet 1521, daneben Opfertisch und Opfernische. | BDA-Hist.: Q17591031 Status: § 2a Stand der BDA-Liste: 2025-06-30 Name: Kath. Pfarrkirche hl. Johannes der Täufer (St. Johann am Brückl) mit Friedhof GstNr.: .60, 420 Pfarrkirche hl. Johannes der Täufer, Brückl |
| ja   | Datei hochladen | Kath. Filialkirche Vierzehn Nothelfer HERIS-ID: 53503 Objekt-ID: 61477                                         | gegenüber Selesen 10 Standort KG: Brückl         | Urkundlich 891-893 erwähnt. – Kleiner barocker (?) Bau, NO-orientiert, mit gemauerter Vorlaube und Dachreiter. – Opfertisch in der Vorlaube mit römerzeitlichem Grabinschrift-Fragment für Sextus, Freigelassenen der Julia Litugena (CIL III 15205c). Flachgedecktes Schiff und korbbogiger Triumphbogen. Im Chor ein Joch, 3/8-Schluss, barockes Tonnengewölbe mit Stichkappen. 1988 Freilegung: Im Langhaus Fragmente eines barocken Frieses und barocken Fensterrahmungen. | BDA-Hist.: Q38057343 Status: § 2a Stand der BDA-Liste: 2025-06-30 Name: Kath. Filialkirche Vierzehn Nothelfer GstNr.: .165 Filialkirche 14 Nothelfer, Selesen (Brückl)                                             |
| ja   | Datei hochladen | Kath. Filialkirche St. Lorenzen am Johannserberg HERIS-ID: 87610 Objekt-ID: 102032                             | südöstlich Johannserberg 20 Standort KG: Brückl  | Urkundlich 927, 1283 erwähnt. Salzburgische Urpfarre, Pfarrsitz später (vor 1230) nach Sankt Johann am Brückl übertragen. 1619 als Filiale von Brückl erwähnt. Restaurierung von 1965 bis 1967. – Kleiner, abseits auf einer flachen Terrasse hoch über Brückl gelegener Bau mit romanischem Schiff und halbkreisförmiger Apsis, die durch Baufugen deutlich abgesetzt bzw. ein vermauertes Rundfenster in der Triumphbogenwand als Zubau des 14. Jahrhunderts ausgewiesen ist. Zwei Bauinschriften an Süd- und Westwand des Turmes, unter Giebelfenster bezeichnet 1589. In den Schiffwänden opus spicatum. Offene, später angebaute Westvorhalle, steinplattlgedeckter Dachreiter. Im Giebel der Westwand ein römischer Steinkopf. Einfach profiliertes spitzbogiges West-Portal. | BDA-Hist.: Q37720645 Status: § 2a Stand der BDA-Liste: 2025-06-30 Name: Kath. Filialkirche St. Lorenzen am Johannserberg GstNr.: .67 Filialkirche St. Lorenzen am Johannserberg, Brückl                            |
| ja   | Datei hochladen | Kath. Filialkirche hl. Magdalena in Freßlitzen HERIS-ID: 35425 Objekt-ID: 34184                                | Freßlitzen Standort KG: Brückl                   | Westlich von Brückl, isoliert auf einer Schotterterrasse gelegen. Urkundlich 1295. Kleiner spätgotischer Bau mit niedrigem nördlichen Sakristeiturm (Änderung der Dachform 1968). Steinplattldach. Zwei flach gestufte Strebepfeiler. – Langhaus, Netzgratgewölbe auf Pfeilervorlagen, im Chor mit 3/8-Schluss Netzrippengewölbe auf Konsolen, Maßwerkfenster. West-Portal: Türbeschlag bezeichnet „1598“. – Im linken Seitenschiff die römerzeitliche Grabstele der Sixtilla mit Nischenporträt und Grabinschrift, errichtet von ihrem Gatten Valentinius Ingenuus; zweite Hälfte des zweiten Jahrhunderts nach Christus (CSIR II/2, 135). | BDA-Hist.: Q37964173 Status: Bescheid Stand der BDA-Liste: 2025-06-30 Name: Kath. Filialkirche hl. Magdalena in Freßlitzen GstNr.: .87 Filialkirche hl. Maria Magdalena, Freßlitzen (Brückl)                       |
| ja   | Datei hochladen | Kath. Filialkirche hl. Michael mit Kirchhof HERIS-ID: 57652 Objekt-ID: 67899                                   | Michaelerberg Standort KG: Johannserberg         | Kleiner von Friedhofsmauer umgebener spätgotischer Bau mit Süd-Turm. An der nördlichen Chorschräge bezeichnet 1540. Erweiterung nach Westen, Anfang 18. Jahrhundert, durch zweigeschoßige Vorhalle, das Obergeschoß in voller Breite gegen das Langhaus geöffnet. West-Portal um 1500 (Eichentüre bezeichnet 1714). – Christophorus-Fresko an Ost-Mauer des Turmes Mitte 18. Jahrhundert. | BDA-Hist.: Q38077683 Status: § 2a Stand der BDA-Liste: 2025-06-30 Name: Kath. Filialkirche hl. Michael mit Kirchhof GstNr.: .12 Filialkirche hl. Michael, Michaelerberg, Brückl                                    |
| ja   | Datei hochladen | Kath. Pfarrkirche hl. Ulrich mit Friedhof HERIS-ID: 54835 Objekt-ID: 63249                                     | Sankt Ulrich Standort KG: Johannserberg          | Spätgotischer, vom Friedhof umgebener Bau aus der Zeit um 1500. – Massiger West-Turm mit Spitzhelm und Vorhalle. 1985 Außenrestaurierung. Wiederherstellung der „1589“ bezeichneten Architekturpolychromie. Kragsteinportal. Südlich vom Chor neuerer zweigeschoßiger Sakristeianbau. Steinplattldächer. Strebepfeiler am Chor dreistufig, das mittlere Stück übereck gestellt. | BDA-Hist.: Q38062632 Status: § 2a Stand der BDA-Liste: 2025-06-30 Name: Kath. Pfarrkirche hl. Ulrich mit Friedhof GstNr.: .42 Pfarrkirche Sankt Ulrich, Johannserberg, Brückl                                      |
| ja   | Datei hochladen | Kath. Filialkirche hl. Andreas HERIS-ID: 57651 Objekt-ID: 67897                                                | bei Sankt Ulrich 5 Standort KG: Johannserberg    | Kleiner gotisch Bau; Chor zweite Hälfte 15. Jahrhundert mit dreistufigen Strebepfeilern. Gotischer Turm an der Langhaus-Südseite mit Spitzhelm. Gemauerte West-Vorhalle mit patronierter Decke. Portal bezeichnet 1521; eisenbeschlagene Westtür. Steinplattldächer. | BDA-Hist.: Q38077674 Status: § 2a Stand der BDA-Liste: 2025-06-30 Name: Kath. Filialkirche hl. Andreas GstNr.: .75 Filialkirche hl. Andreas, Gretschitz, Brückl                                                    |
| ja   | Datei hochladen | Pfarrhof HERIS-ID: 54836 Objekt-ID: 63250                                                                      | Sankt Ulrich 43 Standort KG: Johannserberg       | Neben der Kirche, eingeschoßiger spätbarocker Bau über hohem Sockelgeschoß mit Walmdach. | BDA-Hist.: Q38062654 Status: § 2a Stand der BDA-Liste: 2025-06-30 Name: Pfarrhof GstNr.: .41 |
| ja   | Datei hochladen | Kath. Filialkirche hl. Christophorus HERIS-ID: 53504 Objekt-ID: 61478                                          | bei Christofberg 5 Standort KG: St. Filippen     | Auf einem Berggipfel innerhalb einer Umfassungsmauer. 1627 unter Abt Hieronymus Marchstaller von Sankt Paul begonnener schlichter Bau; im 19. Jahrhundert erneuert. Sakristeiturm mit Pyramidenhelm an der Südseite des leicht eingezogenen Chors. Spitzbogige gotisierende Fenster Mitte des 19. Jahrhunderts. Westliches Vordach auf Säulen. – Langhaus flach gedeckt; rundbogiger Triumphbogen; Chor einjochig mit 3/8-Schluss, kreuzgratgewölbt. | BDA-Hist.: Q1084356 Status: § 2a Stand der BDA-Liste: 2025-06-30 Name: Kath. Filialkirche hl. Christophorus GstNr.: .101 Filialkirche Christofberg                                                                 |
| ja   | Datei hochladen | Schloss Eppersdorf HERIS-ID: 87651 Objekt-ID: 102074seit 2012                                                  | Eppersdorf 1 Standort KG: St. Filippen           | Schlichter zweigeschoßiger Bau über rechteckigem Grundriss. Quaderportal mit Diamantquadern in Kämpferhöhe, bezeichnet 1694. Wirtschaftsgebäude. | BDA-Hist.: Q17326076 Status: Bescheid Stand der BDA-Liste: 2025-06-30 Name: Schloss Eppersdorf GstNr.: .14 Schloss Eppersdorf, Brückl                                                                              |
| ja   | Datei hochladen | Kath. Filialkirche hll. Petrus und Paulus HERIS-ID: 53501 Objekt-ID: 61475                                     | gegenüber Eppersdorf 2 Standort KG: St. Filippen | Nahe von Schloss Eppersdorf. Kleiner spätgotischer Bau, zweite Hälfte des 15. Jahrhunderts; vermutlich im 17. Jahrhundert an Fassaden und im 18. Jahrhundert im Bereich der Vorhalle verändert und Abbruch eines West-Turmes nach Barockisierung. 1996/97 Restaurierung: Wiederherstellung der frühbarocken Architekturpolychromie. Östlicher Dachreiter mit Zwiebelhelm. Profiliertes spätgotisches West-Portal, im Tympanon Fischblasenmaßwerk (darin Rosette und Stern, zwei in spätgotischen Bauten besonders des Görtschitztales immer wiederkehrende Zeichen), seitlich des Portals konsoltragende Runddienste. Am Chor Reste eines gotischen Frieses. | BDA-Hist.: Q38057323 Status: § 2a Stand der BDA-Liste: 2025-06-30 Name: Kath. Filialkirche hll. Petrus und Paulus GstNr.: .17                                                                                      |
| ja   | Datei hochladen | Kath. Pfarrkirche hll. Philippus und Jakobus mit Friedhof HERIS-ID: 53502 Objekt-ID: 61476                     | Kirchenweg 7 Standort KG: St. Filippen           | Urkundlich zwischen 1096 und 1105; eine Weihe 1528. Spätgotischer Bau des frühen 16. Jahrhunderts, 1862 erneuert; gleichzeitig West-Turm errichtet, im Obergeschoß achtseitig, romanisierende Zwillingsfenster und Blendbogenfries, Spitzgiebelhelm. Unter dem Chor tonnengewölbtes ehemaliges Beinhaus. An den Seiten des Langhauses gestufte Strebepfeiler. | BDA-Hist.: Q38057331 Status: § 2a Stand der BDA-Liste: 2025-06-30 Name: Kath. Pfarrkirche hll. Philippus und Jakobus mit Friedhof GstNr.: .39, 1794 Pfarrkirche hll. Philippus und Jakobus, Sankt Filippen, Brückl |